# Gătaia
Gătaia (deutsch Gattaja, ungarisch Gátalja) ist eine Kleinstadt im Kreis Timiș in der Region Banat in Rumänien.

## Geographische Lage

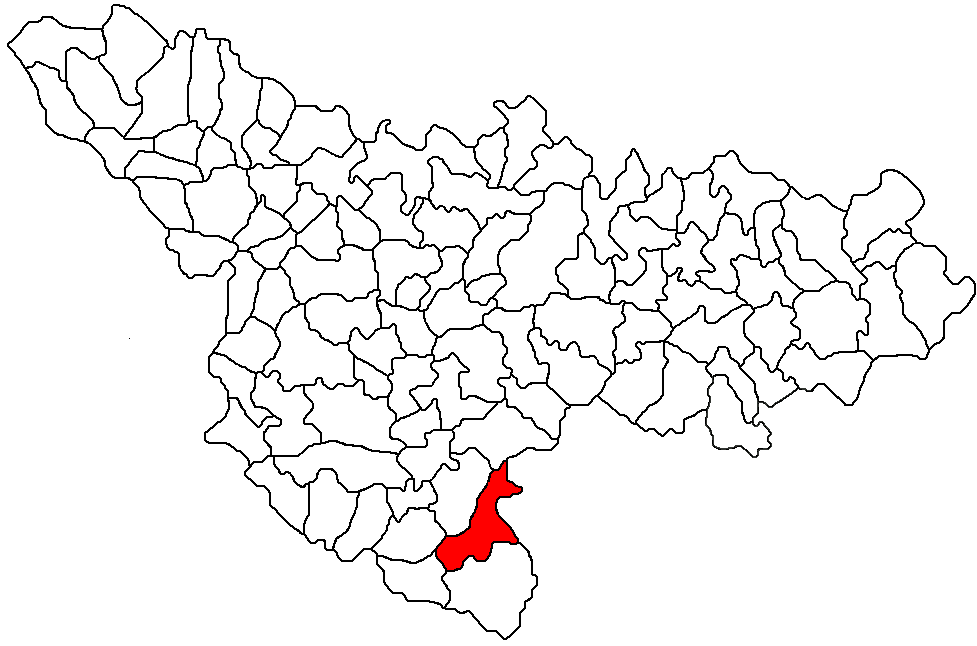
Lage von Gătaia im Kreis Timiș

Gătaia liegt im Banat, links des Flusses Bârzava. Die Kreishauptstadt Timișoara befindet sich etwa 40 km nordwestlich.

## Nachbarorte
| Liebling | Sacoșu Turcesc                              | Tormac   |
| Birda    | Kompassrose, die auf Nachbargemeinden zeigt | Berzovia |
| Denta    | Jamu Mare                                   | Bocșa    |

## Geschichte
Gătaia wurde 1323 unter dem Namen Gothal erstmals urkundlich erwähnt. Der Ort gehörte damals zum Königreich Ungarn. Im 16. Jahrhundert gewannen die Osmanen die Kontrolle über die Region. 1718 gelangten durch den Frieden von Passarowitz das Banat und damit auch Gătaia an Österreich-Ungarn. In der Folge siedelten sich – wie in vielen Orten des Banats – Angehörige verschiedener Nationalität an, darunter zahlreiche Deutsche. 1823 erhielt der ungarische Schriftsteller László Govore den Ort geschenkt. Infolge des Vertrags von Trianon 1920 kam Gătaia zu Rumänien. Der Ort wurde 1935 ein lokales Verwaltungszentrum.
Infolge des Waffen-SS Abkommens vom 12. Mai 1943 zwischen der Antonescu-Regierung und Hitler-Deutschland wurden alle deutschstämmigen wehrpflichtigen Männer in die deutsche Armee eingezogen.
Noch vor Kriegsende, im Januar 1945, fand die Deportation aller volksdeutschen Frauen zwischen 18 und 30 Jahren und Männer im Alter von 16 bis 45 Jahren zur Aufbauarbeit in die Sowjetunion statt.
Das Bodenreformgesetz vom 23. März 1945, das die Enteignung der deutschen Bauern in Rumänien vorsah, entzog der ländlichen Bevölkerung die Lebensgrundlage. Der enteignete Boden wurde an Kleinbauern, Landarbeiter und Kolonisten aus anderen Landesteilen verteilt. Anfang der 1950er Jahre wurde die Kollektivierung der Landwirtschaft eingeleitet. Durch das Nationalisierungsgesetz vom 11. Juni 1948, das die Verstaatlichung aller Industrie- und Handelsbetriebe, Banken und Versicherungen vorsah, fand die Enteignung aller Wirtschaftsbetriebe unabhängig von der ethnischen Zugehörigkeit statt.
Da die Bevölkerung entlang der rumänisch-jugoslawischen Grenze von der rumänischen Staatsführung nach dem Zerwürfnis Stalins mit Tito und dessen Ausschluss aus dem Kominform-Bündnis als Sicherheitsrisiko eingestuft wurde, erfolgte am 18. Juni 1951 die Deportation „von politisch unzuverlässlichen Elementen“ in die Bărăgan-Steppe unabhängig von der ethnischen Zugehörigkeit. Die rumänische Führung bezweckte zugleich den einsetzenden Widerstand gegen die bevorstehende Kollektivierung der Landwirtschaft zu brechen. Als die Bărăganverschleppten 1956 heimkehrten, erhielten sie die 1945 enteigneten Häuser und Höfe zurückerstattet. Der Feldbesitz wurde jedoch kollektiviert.
Nach dem Zweiten Weltkrieg nahm durch Flucht und Auswanderung nach Deutschland die Zahl der deutschen Bewohner ab; im Gegenzug wanderten Rumänen aus anderen Landesteilen ein. 2004 erhielt Gătaia den Status einer Stadt.
Die wichtigsten Wirtschaftszweige sind die Landwirtschaft, der Handel, die Textil- und die Lebensmittelindustrie.

## Bevölkerung
1880 wurden auf dem Gebiet der heutigen Stadt 6285 Einwohner registriert, darunter 2756 Rumänen, 1551 Ungarn, 1307 Deutsche, 463 Slowaken und 89 Serben. Bereits 1910 wurde mit 8912 die maximale Bevölkerungszahl registriert, die danach wieder tendenziell rückläufig war. Bei der Volkszählung 2002 lebten in der Gemeinde 6155 Personen, darunter 4565 Rumänen, 937 Ungarn, 441 Slowaken, 104 Deutsche, 61 Roma, 38 Serben und 12 Tschechen. 4073 wohnten in der eigentlichen Stadt, 2082 in den fünf eingemeindeten Ortschaften.

## Verkehr
Gătaia ist ein regionaler Eisenbahnknotenpunkt und liegt an den Strecken von Timișoara nach Reșița sowie von Buziaș nach Jamu Mare. Beide Linien werden vom privaten Anbieter Regiotrans bedient. Durch die Stadt führt die Nationalstraße Drum național 58B von Voiteg nach Reșița.

## Sehenswürdigkeiten
- Kloster Săraca (15. Jahrhundert) im Ortsteil Șemlacu Mic

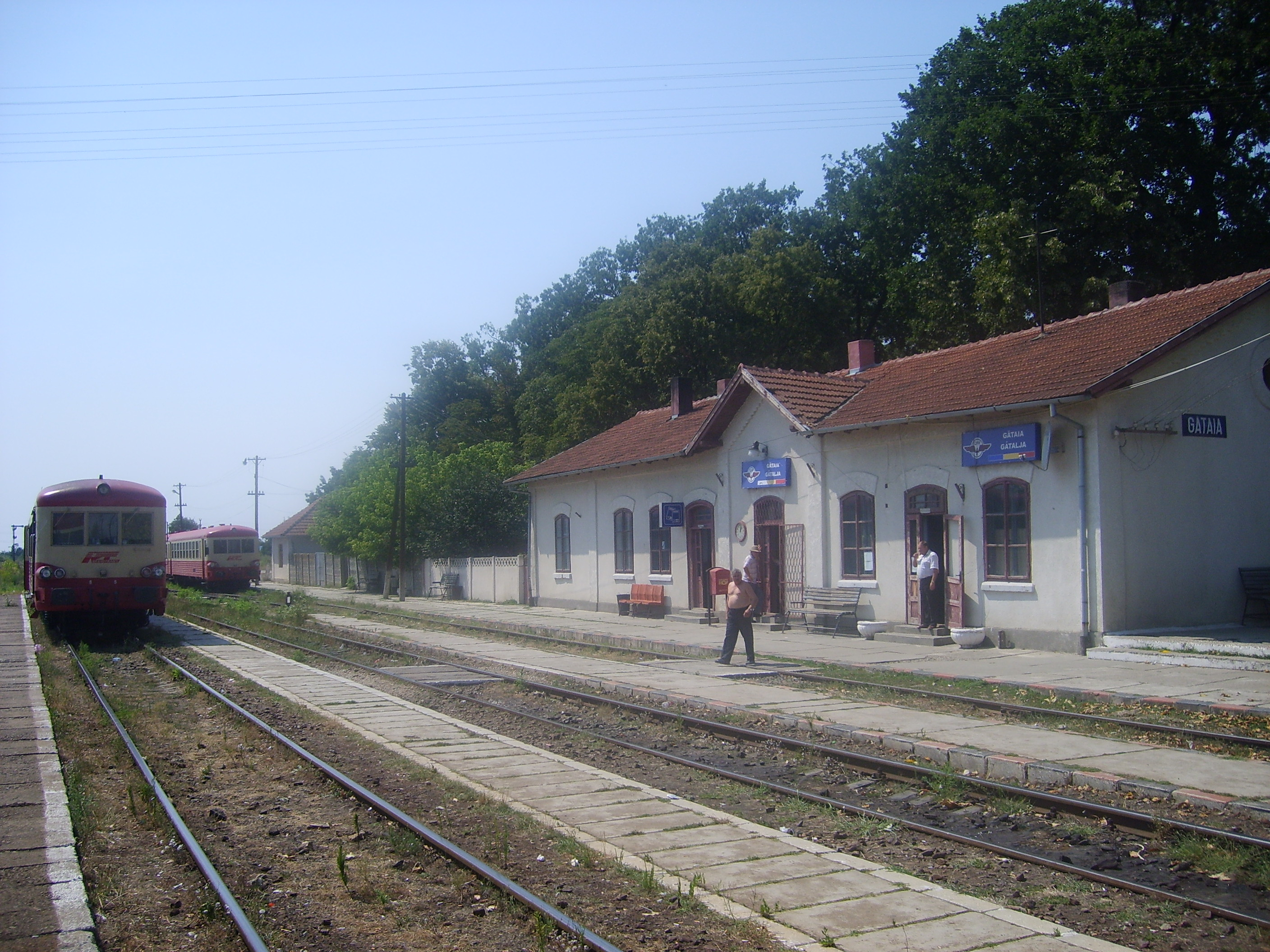
Bahnhof in Gătaia
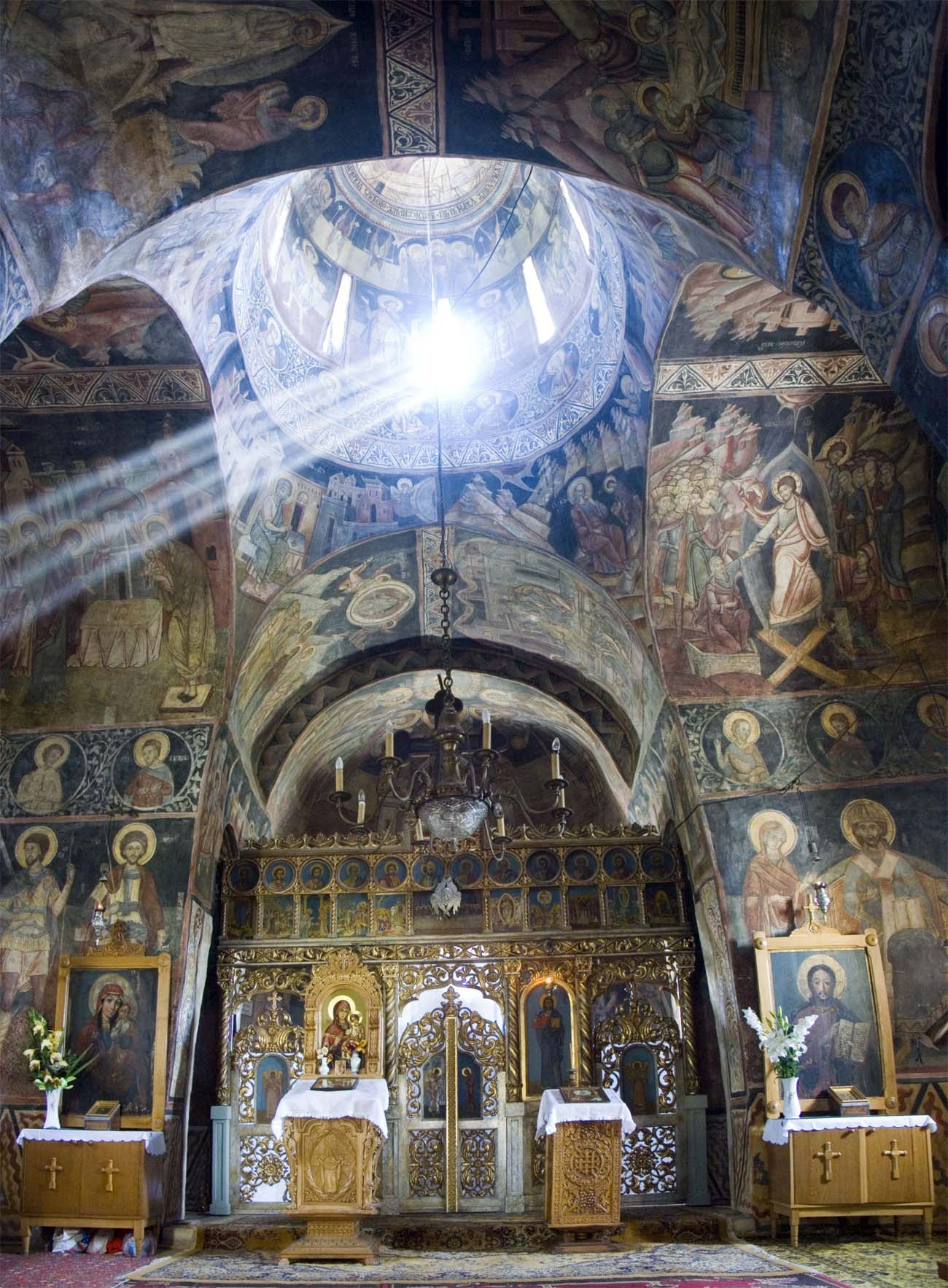
Im Kloster Săraca

## Persönlichkeiten
- Adalbert Deșu (1909–1937), Fußballspieler
- László Böcskei (* 1965), römisch-katholischer Geistlicher, Bischof von Oradea Mare ab 2008